# تصرف (بلاغة)
التصرف تحويل الأصل الواحد إلى أمثلة مختلفة لمعان مقصودة لا تحصل إلا بها. وهو كالصرف حيث يقال صرف الحديث يعني أن يزيد فيه ويحسنه. وعند البلغاء هو أن ينشئ أحدهم شيئا غاية في اللطافة من حيث التركيب والمعني المقصودة بدون تكلف ثم يأتي آخر إلى ذلك الكلام فيضيف إليه من خياله وقدرته في البيان بحيث يمكن اختراع صنعة من الصنائع البديعية أو استخراجها ثم يتلوهما ثالث فيزيد شيئا جديدا من صور البديع والمحسنات اللفظية بحيث يزيد على الأصل لطفا على لطف.